# Diversité linguistique du Cameroun
La diversité linguistique du Cameroun est un aspect essentiel de l'identité nationale de ce pays d'Afrique centrale.
En effet, le Cameroun abrite une multitude de langues, reflétant la richesse culturelle et ethnique de sa population. Avec plus de 260 langues recensées, il est considéré comme l'un des pays les plus linguistiquement diversifiés du monde.
Cette diversité linguistique découle de la présence de multiples groupes ethniques et tribus qui coexistent pacifiquement dans le pays. Les deux principales familles linguistiques présentes au Cameroun sont les langues bantoues et les langues nilo-sahariennes, mais on trouve également des langues appartenant à d'autres familles, telles que les langues adamawa-oubanguiennes.
Chaque langue du Cameroun porte avec elle l'héritage culturel, historique, et les traditions spécifiques de sa communauté linguistique.
Malgré cette richesse linguistique, certaines langues sont menacées de disparition en raison de divers facteurs tels que la dominance des langues officielles (français et anglais), les migrations, l'évolution socioculturelle et l'urbanisation croissante.
Le gouvernement camerounais reconnaît l'importance de la diversité linguistique et a mis en place des mesures pour la promouvoir et la préserver. L'éducation bilingue, la valorisation des langues maternelles, ainsi que la création de programmes de recherche et de documentation linguistiques font partie des initiatives déployées pour préserver ce patrimoine linguistique.
La diversité linguistique du Cameroun témoigne de la pluralité culturelle et de l'héritage riche de ce pays.
Elle représente un véritable atout pour l'identité nationale et contribue à la cohésion sociale et à la reconnaissance des différents groupes ethniques qui composent la société camerounaise.
L'allemand, langue du premier colonisateur de 1884 jusqu'en 1916, a gravement perdu de son influence face aux deux successeurs, mais est enseigné comme langue étrangère dans le système éducatif, avec une certaine popularité. 

## Langues officielles et langues nationales
Les langues officielles et les langues nationales du Cameroun reflètent la diversité linguistique et culturelle du pays. Le Cameroun reconnaît deux langues officielles, à savoir le français et l'anglais. Ces langues ont un statut officiel dans les domaines de l'administration, de l'éducation, de la justice et des médias.

### Langues officielles

#### Français
Le français est largement utilisé dans les institutions gouvernementales, le système éducatif, les médias et les milieux d'affaires au Cameroun. Il a été hérité de l'époque coloniale française. En tant que première langue officielle, le français joue un rôle important dans la communication officielle et les interactions entre les différentes régions du pays.

#### Anglais
L'anglais est la deuxième langue officielle du Cameroun. Il est principalement utilisé dans les régions du Nord-Ouest et du Sud-Ouest, anciennement sous mandat britannique. Dans ces régions, l'anglais est utilisé dans l'administration, l'éducation et les médias.

### Langues nationales
Le Cameroun étant un pays linguistiquement diversifié, il reconnaît aussi ses langues nationales, qui sont des langues locales parlées par différentes communautés ethniques à travers le pays. Il existe plus de 250 langues nationales recensées au Cameroun, appartenant à différentes familles linguistiques.
Quelques-unes des langues nationales importantes incluent :
- Le fulfulde, parlé principalement par les communautés Peuls.
- L'ewondo, une langue bantoue utilisée par les populations Beti et Ewondo.
- Le douala, langue des populations Douala et Sawa.
- Les Langues des Grassfields, qui se décline en différentes variantes et est parlé par le peuple Bamiléké.
Ces langues nationales ont une importance culturelle significative pour les communautés qui les utilisent. Elles sont souvent utilisées dans la vie quotidienne, les interactions communautaires, la musique, la danse, les traditions et autres aspects de la culture locale.
Selon le recensement de la population et de l'habitat de 2005, il a été déterminé que 85 langues nationales avaient été mentionnées par les personnes recensées en tant que langues dans lesquelles elles avaient alphabétisé. Cela représentait 5,6 % de la population de 12 ans et plus, soit 624 254 personnes. Toutefois, aucune de ces langues ne dépassait 1 % de la population totale du pays. L'analyse de l'évolution de l'alphabétisation en langues nationales depuis 1987 révèle que le taux d'alphabétisation dans ces langues n'a pas beaucoup évolué. En effet, le taux d'alphabétisation en langues nationales était de 2,1 % en 1987, comparé à 5,6 % en 2005.

## Groupes linguistiques

### Langues bantoues
Les langues bantoues, également connues sous le nom de langues cafres, sont parlées dans une grande partie de l'Afrique subsaharienne, avec plus de 250 langues identifiées. Au Cameroun, on retrouve les langues Bantoues du Nord-Ouest.
| Regroupements géographiques | Zones de Guthrie | Langues |
| --------------------------- | ---------------- | --- |
| Bantou du Nord-Ouest        | A                | Bafia Langues du Sud-Ouest du Cameroun Bafia (Bekpak, Rikpa’, Ripey; 60 000 locuteurs). Lefa (Balom, Fak; 10 000 locuteurs). Tibea (Djanti, Ngayaba, Nyabea, Zangnte; 1400 locuteurs). Hijuk (400 locuteurs). Dimbong (Bape, Bumbong, Kaalong, Lambong, Mbong, Palong; 140 locuteurs). |
| Bantou du Nord-Ouest        | A                | Basaa Langues du Sud-Ouest du Cameroun Basaa (Bicek, Bikyek, Mbele, Mee, Mbene septentrional, Tupen; 230 000 locuteurs; une douzaine de dialectes). Bakoko (Basoo; 50 000 locuteurs). Bakon (Abaw, Abo, Bo, Bon ; 12 000 locuteurs). Barombi (Lambi, Lombe ; 3000 locuteurs). |
| Bantou du Nord-Ouest        | A                | Bube-Benga Langues parlées principalement en Guinée Equatoriale. Bube (Adeeyah, Adija, Bobe, Boombe, Bubi, Ediya, Fernandien ; 51 000 locuteurs sur l'île de Bioko). Batanga (Banoho, Banoo, Noho ; 9000 locuteurs en Guinée Equatoriale ; également parlé au Cameroun). Kombe (Ngumbi ; près de 10 000 locuteurs le long de la côte du Rio Muni en Guinée Equatoriale). Yasa (Bongwe, Iyasa, Maasa ; 1500 locuteurs au Cameroun principalement ; également parlé en Guinée Equatoriale et au Gabon). Benga (Boumba, Ndowé ; près de 4000 locuteurs en Guinée Equatoriale (Rio Muni) et sur l'île de Corisco principalement, ainsi qu'au Gabon). |
| Bantou du Nord-Ouest        | A                | Douala Langues du Cameroun Douala (Diwala, Duala, Dwala, Sawa ; 88 000 locuteurs). Mokpwe (Bakpwe, Bakwedi, Bakwele, Kwedi, Kweli, Ujuwa, Vakweli, Vambeng ; 33 000 locuteurs). Wumboko (Bamboko, Bambuku, Bomboko, Mboko ; 4000 locuteurs). Malimba (Lemba, Mudima ; 2500 locuteurs). Isu (Bimbia, Isubu, Isuwu, Su, Subu ; 800 locuteurs). Bubia (Bobe, Bota, Ewota, Wovea ; 600 locuteurs). Bakole (Bamusso ; 300 locuteurs). |
| Bantou du Nord-Ouest        | A                | KakoKako (Kaka, Mkako ; 100 000 locuteurs au Cameroun et environ 20 000 répartis entre la Centrafrique et le Congo-Brazzaville). Pol (Pomo, Pori ; 39 000 locuteurs au Cameroun ; 5000 au Congo). Kwakum (Abakum, Akpwakum, Kpakum, Pakum; 10 000 locuteurs au Cameroun). |
| Bantou du Nord-Ouest        | A                | Loundu-Balong Langues parlées au Cameroun Oroko (Bakundu-Balue ; environ 110 000 locuteurs ; dialectes : Bima, Ekombe, Bakoko, Lokundu, Lolue, Londo, Lotanga, Mbonge). Akoose (Bakossi, Nkosi ; 100 000 locuteurs ; dialectes : Elung, Mwambong, Mwamenam, Ninong, Bakossi septentrional, Bakossi méridional, Bakossi occidental). Mbo (Sambo ; 45 000 locuteurs). Bakaka (Mbo central ; 30 000 locuteurs). Bafaw-Balong (Ngoe ; 8500 locuteurs). Bassossi (Asobse, Ngen, Nsose, Sosi, Swose ; 5000 locuteurs). Bonkeng (Bonkeng-Pendia ; 3000 locuteurs). Nkongho (Kinkwa, Mbo supérieur ; 2200 locuteurs). |
| Bantou du Nord-Ouest        | A                | Makaa-NjemMakaa (Makaa du Sud ; 80 000 locuteurs au Cameroun ; dialectes : Bebende (Bemina, Bewil, Biken), Besep, Mbwaanz, Shekunda). Mpumpong (Mbombo, Pogpong ; 45 000 locuteurs au Cameroun). Bomali (Bumali, Lino, Sangasanga ; 40 000 locuteurs environ, dont 33 000 au Congo-Brazzaville, le reste au Cameroun). Djimou (Koonzime ; 40 000 locuteurs au Cameroun). Mpiemo (Mbyemo, Mpo ; 29 000 locuteurs en Centrafrique (25 000), ainsi qu'au Congo et au Sud-Est du Cameroun). Ngumba (Kwasio ; 22 000 locuteurs au Cameroun et en Guinée Equatoriale). Mangisa (Mengisa-Njowe ; 20 000 locuteurs au Cameroun). Kol (Bikele-Bikeng ; 12 000 locuteurs au Cameroun). Byep (Moka, Makaa du Nord ; 9500 locuteurs au Cameroun). Swo (Fo, Sso ; 9000 locuteurs au Cameroun). Djem (Niyem, Ndjeme ; 7000 locuteurs répartis entre le Cameroun et le Congo). Gyele (Babinga, Bakola ; 4200 locuteurs au Cameroun ; également parlé en Guinée Equatoriale par quelques dizaines de personnes). Ukhwejo (Benkonjo ; 2000 locuteurs en Centrafrique). |
| Bantou du Nord-Ouest        | A                | Yaoundé-FangYaoundé (langues parlées au Cameroun) : Boulou (860 000 locuteurs) ; Eton (52 000 locuteurs) ; Bebele (Bamvele ; 24 000 locuteurs); Mengisa (20 000 locuteurs) ; Bebil (Bobilis, Gbigbil; 6000 locuteurs). Fang (Pahouin, Pamue ; 1,3 million de locuteurs : 540 000 en Guinée Equatoriale, le reste répartis entre le Cameroun, le Gabon, le Congo-Brazzaville et São Tomé et Príncipe). |
| Bantou du Nord-Ouest        | B                | Kele, Mbere, Molengue, Myene, Sira, Teke, Tsogo, Yanzi |
| Bantou du Nord-Ouest        | C                | Bangi-Ntomba, Bushong, Kele, Mbosi, Mongo, Ngando, Ngombe, Ngundi, Tetela |

### Langues les plus parlées

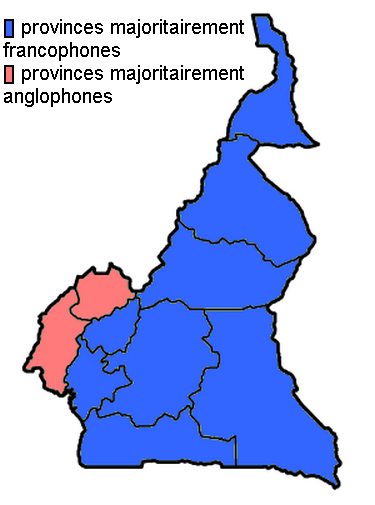
Les Camerouns francophone et anglophone.

#### Français
En 2005, environ 18 % de la population au Cameroun était considérée comme francophone « réelle », tandis que 26,8 % étaient considérés comme francophones « partiels ». Depuis lors, le français a connu une progression constante dans le pays. En 2010, plus de 60 % des Camerounais étaient capables d'écrire en français et plus de 80 % étaient capables de le parler. Dans la plus grande ville, Douala, 99 % de la population parle français. Cette augmentation du nombre de francophones est le résultat des progrès de l'éducation en cours dans le pays. En 2005, approximativement 46 % de la population parlait français, mais ce chiffre est passé à plus de 60 % en 2010, avec une augmentation encore plus marquée dans la capitale économique, Douala, où le pourcentage de francophones est passé de 98 % en 2008 à 99 % en 2010.

#### Anglais
L'anglais au Cameroun occupe une position particulière en tant que deuxième langue officielle. Environ 17 % de la population vit dans les régions anglophones du pays. Cependant, il est moins couramment utilisé que le français et subit une forte influence de cette dernière langue. Au Cameroun, on observe une compétition entre le français et l'anglais, mais également avec les langues locales identitaires et le pidgin camerounais.

## Langues en danger et efforts de préservation
Le Cameroun est un pays d'Afrique caractérisé par une riche diversité linguistique et culturelle.
Cependant, cette diversité est menacée par la situation critique de nombreuses langues locales. Sous cette section, nous examinerons les langues en danger au Cameroun ainsi que les initiatives de préservation et de revitalisation linguistique entreprises dans le pays.

### Langues en danger
Au Cameroun, de nombreuses langues locales sont considérées comme étant en danger d'extinction. Les facteurs qui contribuent à cette situation préoccupante incluent la domination des langues plus largement utilisées, la mondialisation, les migrations, les changements socio-économiques et le manque de transmission intergénérationnelle.
L'UNESCO classe les langues en danger en plusieurs catégories, dont les plus critiques sont les langues en danger critique et les langues éteintes. Au Cameroun, plusieurs langues sont désormais classées dans ces catégories, ce qui appelle à des actions urgentes pour préserver ces trésors linguistiques.

### Initiatives de préservation et revitalisation linguistique
Face à la vulnérabilité des langues en danger au Cameroun, diverses initiatives de préservation et de revitalisation ont été mises en place.
- Documentation linguistique
- Programmes d'éducation bilingue
- Soutien communautaire
- Collaborations internationales

Ces initiatives de préservation et de revitalisation linguistique jouent un rôle crucial dans la sauvegarde de la diversité linguistique du Cameroun. En préservant les langues en danger, on préserve également la richesse culturelle associée à ces langues, y compris les traditions, les savoirs, les histoires et les modes d'expression spécifiques à chaque communauté linguistique.

## Perspectives pour la diversité linguistique au Cameroun
Les perspectives pour la diversité linguistique au Cameroun sont essentielles pour préserver et promouvoir la richesse linguistique et culturelle du pays. Cette section examine les défis et les enjeux auxquels est confrontée la diversité linguistique au Cameroun, ainsi que les efforts déployés pour valoriser et promouvoir cette diversité. En outre, l'importance continue de la diversité linguistique est mise en évidence.

### Défis et enjeux
Le Cameroun fait face à plusieurs défis et enjeux en ce qui concerne la diversité linguistique. Parmi ceux-ci, on peut citer :

#### La domination des langues majoritaires
La prééminence du français et de l'anglais en tant que langues officielles peut entraîner une marginalisation des langues locales

#### La transmission intergénérationnelle
Le manque de transmission de la langue maternelle aux jeunes générations peut conduire à une diminution de la pratique de ces langues.

#### L'accès à l'éducation
L'accès à une éducation bilingue ou multilingue de qualité dans les langues locales peut être limité, ce qui contribue à leur marginalisation.

#### Le développement économique
Le renforcement de la position économique des langues majoritaires peut exacerber les inégalités linguistiques au sein du pays.

### Valorisation et promotion de la diversité linguistique
Pour préserver et promouvoir la diversité linguistique au Cameroun, des efforts ont été entrepris. Parmi les actions entreprises figurent :

#### Politiques linguistiques inclusives
Des politiques linguistiques qui reconnaissent, célèbrent et protègent les langues locales sont promues, afin de garantir leur statut et leur utilisation dans divers domaines de la société.

#### Éducation bilingue et multilingue
L'intégration des langues locales dans les systèmes éducatifs est encouragée pour préserver ces langues tout en facilitant l'apprentissage des langues officielles.

#### Recherche linguistique et documentation
La recherche linguistique soutient la documentation et la préservation des langues en danger, ce qui permet de mieux comprendre et de préserver ces langues pour les générations futures.

### Importance continue de la diversité linguistique
La diversité linguistique est d'une importance capitale pour le Cameroun à plusieurs niveaux :
- Identité culturelle : Les langues locales sont des éléments essentiels de l'identité culturelle des communautés et jouent un rôle dans la préservation des traditions, des connaissances et de l'histoire.
- Inclusion sociale : La promotion de la diversité linguistique permet une plus grande inclusion sociale en donnant à chaque individu la possibilité de s'exprimer dans sa langue maternelle et de participer pleinement à la société.
- Développement durable : La diversité linguistique contribue à la préservation de la biodiversité culturelle, favorisant ainsi le développement durable, l'égalité et le respect des droits culturels.
En reconnaissant et en valorisant la diversité linguistique, le Cameroun démontre son engagement envers la préservation du patrimoine linguistique et culturel du pays, tout en favorisant l'inclusion sociale et le développement durable.